# バーフグ郡

バーフグ郡（ペルシア語: شهرستان بافق）とは、イランのヤズド州に属する郡である。郡中心市はバーフグ。2006年の調査は人口51,507人、13,307人世帯であり、後にバハーバード郡に分割された部分を除いた地域の人口は36,930人、9,743世帯である。郡内の地区（バフシュ）は中心地区のみで、郡内の市（シャフル）もバーフグのみである。
標高2,000-3,000mの山岳が郡の東西を囲み、郡の中央にはダラーンジール砂漠が南北に広がっている。